# Берестейський проспект, 130
Да́ча з мезоні́ном — колишній дачний будинок на Берестейському проспекті, 130/1, у Києві.
Одна з кількох збережених пам'яток дачної архітектури у Святошині. За визначенням дослідників, будівля — зразок первісної дачної забудови в Києві початку ХХ сторіччя.
Наказом управління охорони культурної спадщини від 2 квітня 1998 року № 15 поставлена на облік пам'яток архітектури.
28 грудня 2019 року об'єкт позбавили пам'яткоохоронного статусу.

## Історія

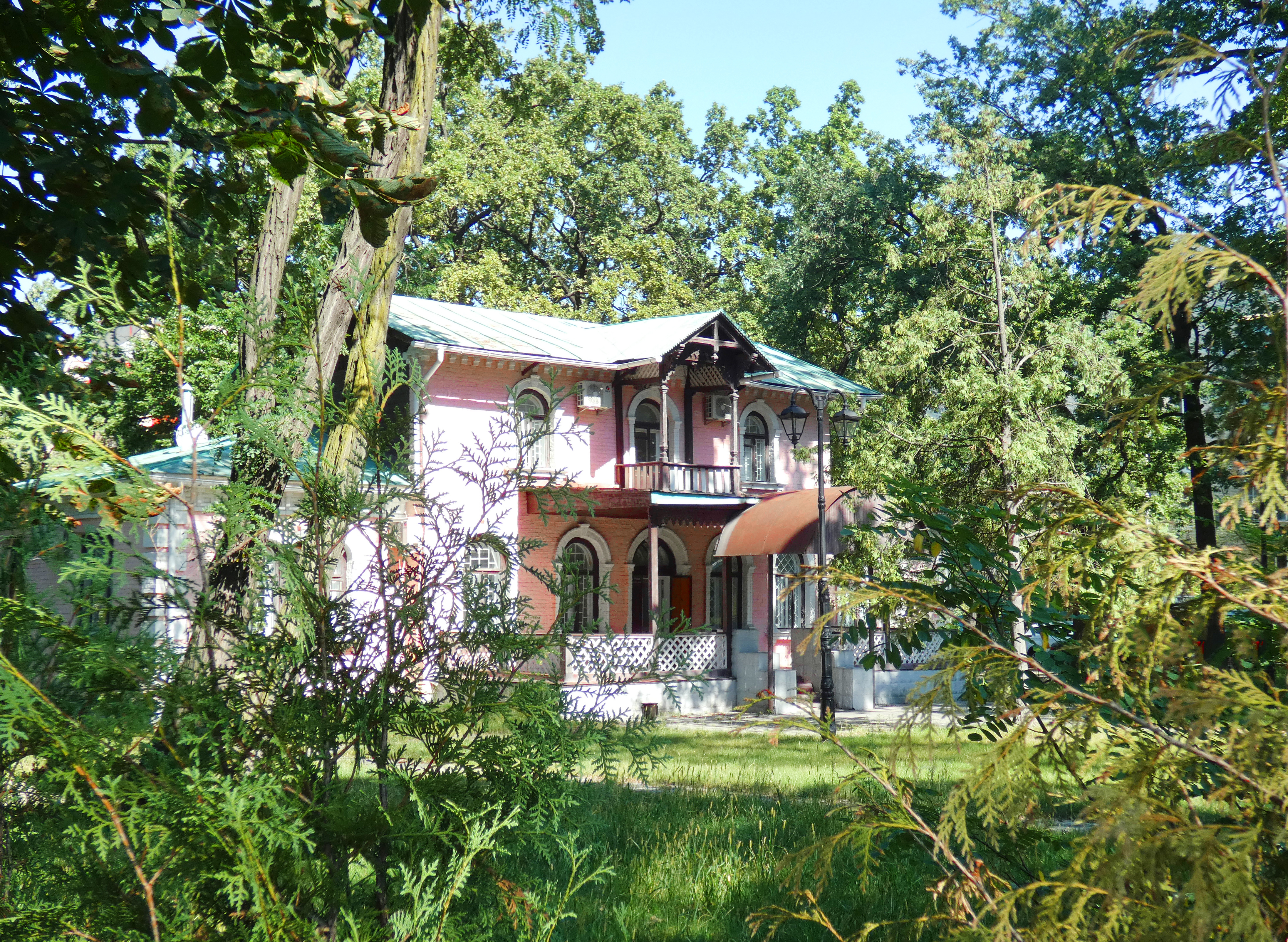
Дача з мезоніном

1897 року територію колишньої Києво-Межигірської лісової дачі, виділену під забудову Святошинських дач, розділили на 450 ділянок. На замовлення «Товариства сприяння благоустрою дачної місцевості Святошин» міський архітектор Олександр Кривошеєв і технік Олександр Хойнацький розробили 24 типи проєктів дачних будівель у стилі вілл на європейських курортах.
Дачу на ділянці сучасного Берестейського проспекту, 130 збудували на початку ХХ сторіччя.
Близько 1922 року радянська влада націоналізувала маєток.
На початку ХХІ сторіччя приміщення займало бюро технічної інвентаризації.

## Під загрозою знищення

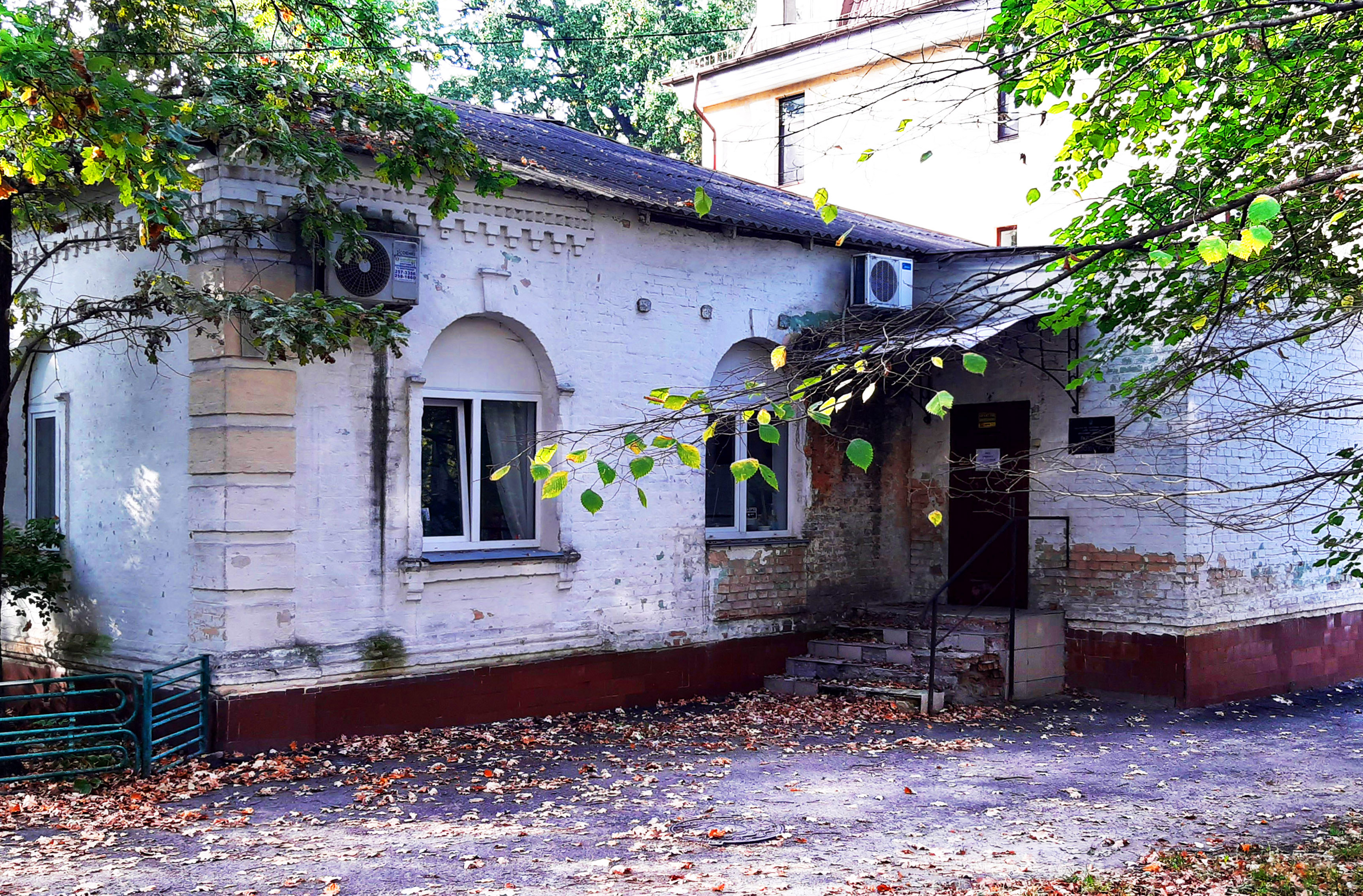
Флігель

2012 року будівля перейшла у власність ТО «Юпітер Фінанс». Протягом наступних років власник порушував умови договору щодо збереження пам'ятки. Дачний будинок поступово руйнувався. Районна влада вимагала відреставрувати пам'ятку.
2017 року було запропоновано внести об'єкт до Державного реєстру нерухомих пам'яток України. Експертна комісія дала позитивний відгук. Однак питання затягнули. 2019 року нова експертна комісія у складі М. Дьоміна й О. Сердюка підготувала звіт щодо невідповідності дачної будівлі критеріям й ознакам об'єктів культурної спадщини. 28 грудня 2019 року державний секретар, голова комісії з ліквідації Міністерства культури України Ростислав Карандєєв, за рішенням якого свого часу незаконно знесли особняк на Лабораторній, 9-Б, підписав наказ № 975. За цим документом, будинок не внесли до реєстру нерухомих пам'яток, а отже, позбавили пам'яткоохоронного статусу. За твердженням співробітниці Київського науково-методичного центру з охорони пам'яток Олена Мокроусової, поруч заплановано зведення багатоповерхової будівлі, якій заважає пам'ятка.
Наприкінці квітня 2021 року територію навколо споруди розмежували парканом. За словами громадської діячки Олени Терещенко, це відбулося без отримання належних дозволів з боку Департаменту міського благоустрою КМДА.

## Архітектура

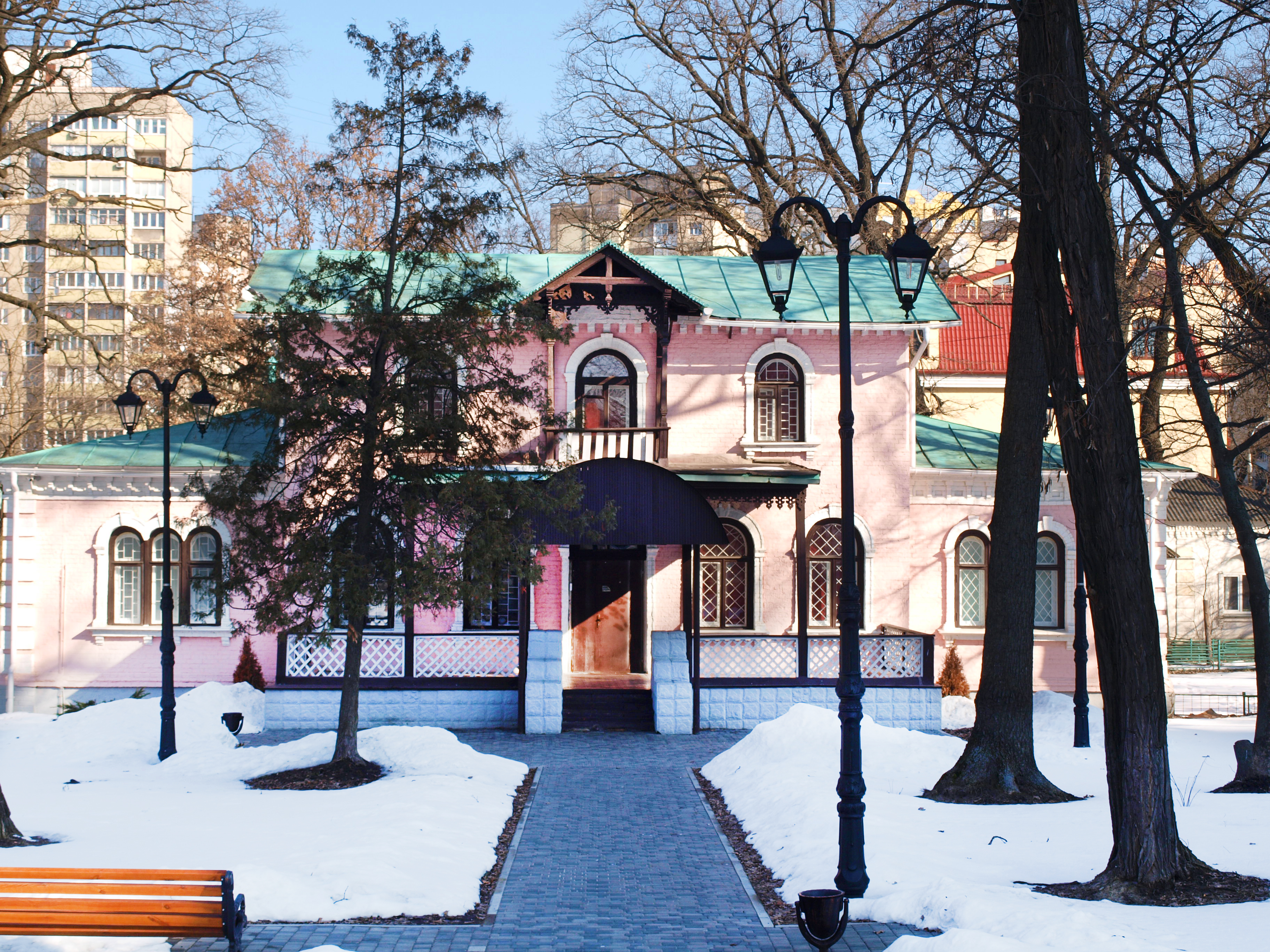
Фасад (2018 рік)

Дачна будівля розташована у глибині садиби. Одно- і двоповерховий, прямокутний у плані будинок має пласкі дерев'яні перекриття і критий бляхою двосхилий вальмовий дах. Перший поверх будинку цегляний, другий — дерев'яний, обкладений цеглою.
Вирішений у формах історизму з елементами неокласицизму.
Центральна частина симетричного фасаду підкреслена двоповерховим об'ємом з арковими вікнами і дверима. Перед парадний входом облаштовано терасу на цоколі з дерев'яними огородженнями. Мезонін має балкон і три аркових віконних прорізи.
Вікна з арковими перемичками на одноповерхових крилах обрамлені архівольтами, замковим каменем і бічними пілястрами.
Наріжжя крил прикрашене рустом.
За основним будинком розташований одноповерховий, прямокутний у плані флігель із вальмовим дахом і пласким перекриттям. Будівля зведена у цегляному стилі.
Флігель. На території дачі стоїть флігель (вулиця Гетьмана Кирила Розумовського, 3). Одноповерхова, цегляна, прямокутна у плані будівля має вальмовий дах, критий шифером, і пласкі перекриття.
Оформлений у цегляному стилі. Фасад і наріжжя рустовані. Карниз оздоблений зубцями і смужкою поребрика. Аркові вікна декоровані замковими каменями. Віконні прорізи і дверній отвір на бічних фасадах прямокутні.
Внутрішнє розпланування будівлі — анфіладного типу.